# Hermann Oberth
Hermann Julius Oberth (født 25. juni 1894, død 28. december 1989) var en af de første raketforskere.

## Liv
Oberth, som stammede fra en Siebenbürg-saksisk familie, blev født i Hermannstadt i Transsylvanien i Ungarn. Da han var omkring 11 år gammel blev han fortryllet af Jules Vernes romaner, især Rejsen til månen, og han byggede sin første raketmodel, da han var 14. 
Oprindelig studerede han medicin og fortsatte med at arbejde med raketter i fritiden. Efter 1. verdenskrig flyttede han til Tyskland og studerede fysik i München og Göttingen. I 1922 blev hans doktordisputats om rumfart, Die Rakete zu den Planetenräume, ikke accepteret, fordi den var "utopisk". Senere fik han sin doktorgrad – for samme disputats – fra et universitet i Transsylvanien, nu en del af Rumænien.
I 20'erne og 30'erne udvidede Oberth sin disputats til bogen Wege zur Raumschiffahrt (1929), sluttede sig til en forening af raketentusiaster og var konsulent på Fritz Langs film Die Frau im Mond.
I 1938 bosatte han sig i Tyskland – han var flyttet frem og tilbage flere gange – og i 1941 begyndte han at arbejde ved forsøgscentret i Peenemünde, hvor han hjalp med udviklingen af V2-raketten.
Efter 2. verdenskrig levede Oberth i Schweiz, Italien og USA, men bosatte sig endeligt i Feucht, en lille by nær Nürnberg. Han vedblev med at arbejde på og skrive om raketter, rumfart, og ufoer. Han trak sig tilbage i 1962. Fra 1965 til 1967 var han medlem af højreekstremistpartiet NPD.

## Indflydelse
Oberth var en af de første og vigtigste raketforskere. Hans disputats "Raketter i det interplanetariske rum" har præcise beregninger for fremdrift af totrinsraketter og brug af gyroskopiske styresystemer, dvs. instrumenter, som hele tiden indstiller sig i forhold til bevægelsesretningen. Så man altid kunne orientere sig op og ned, selv om man er vægtløs. Hans mange bøger og artikler fremmede interessen for rumfart. Wernher von Braun var en af hans studenter.

## Ekstern henvisning
- Wikimedia Commons har flere filer relateret til Hermann Oberth

- Hjemmeside af Hermann Oberth Rumfartsmuseet i Feucht – på tysk og engelsk